# Duncan (插畫家)

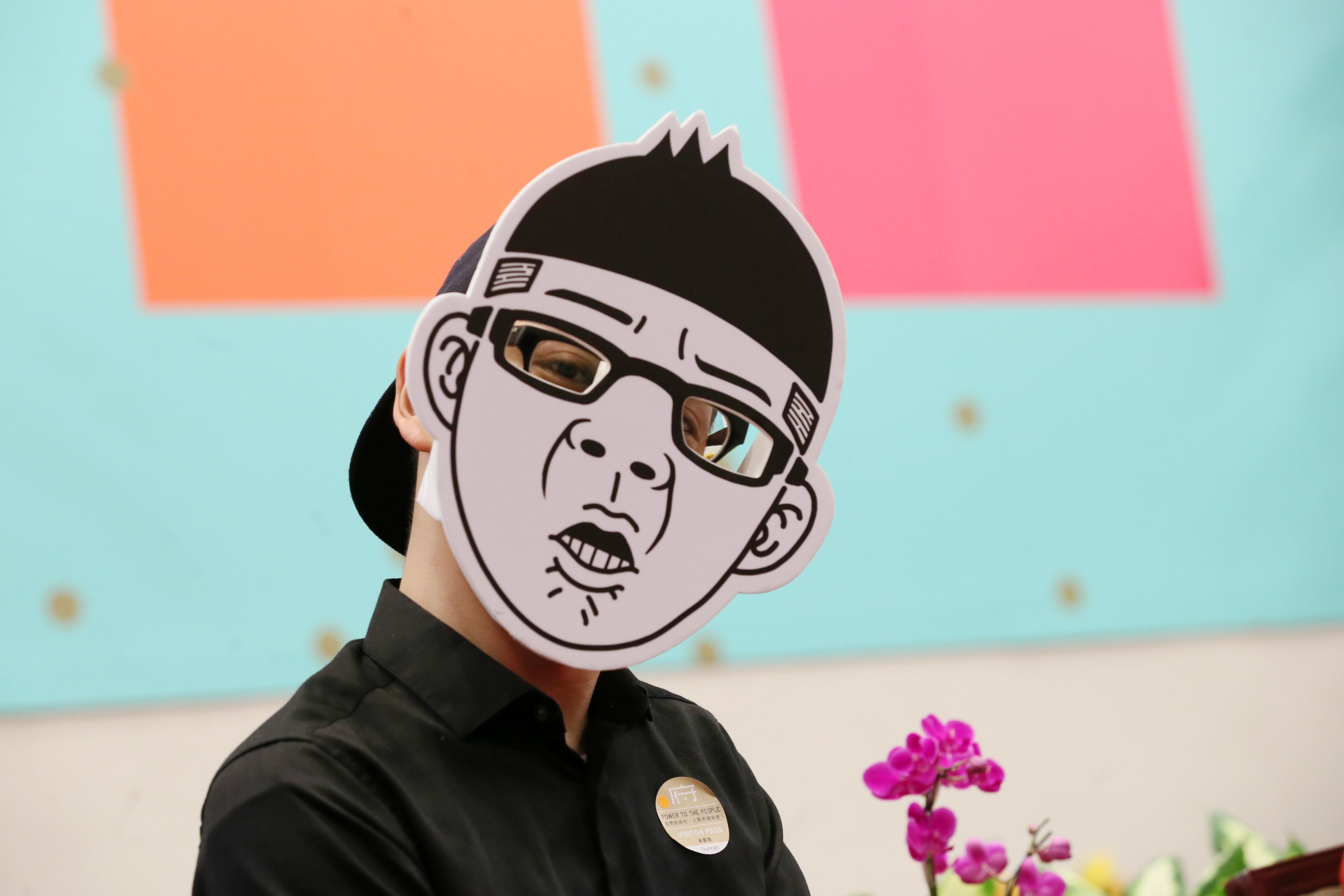

Duncan，又稱當肯，是臺灣花蓮出身的插畫家，公開參與活動時會戴著自己創作的面具，是一個戴粗框眼鏡，留西瓜皮髮型的形象。根據Dailyview網路溫度計在2016年2月至2017年2月所做的分析，Duncan是該段期間網路人氣最高的插畫家。
Duncan從小喜歡畫畫，但因家人反對而沒有就讀美術班，大學外文系畢業後做過英文老師、民宿櫃台人員、擺地攤等工作，後來因為父親過世而決定追求自己的夢想，到台北工作後，他進入舅舅的公司擔任設計，學習電腦繪圖，因為受到粉絲專頁「翻白眼吧！溫蒂妮小姐。」啟發，便開始投身網路創作，在2013年6月19日創立粉絲專頁，發布第一則圖文動態，逐漸開始走紅，2014年成立公司，曾經因為一則涉及台灣國語的圖文而被質疑歧視，飽受批評。到2019年為止，他的Facebook粉絲人數超過300萬。
起初，Duncan畫一張圖需要四至五個小時，因為當時他身兼兩職，時間窘迫，便開始修改角色設定並簡化線條，並依照自己為藍本設計出形象角色。Duncan通常在中午起床，下午到晚上討論案子的進度並畫稿，凌晨兩點到四點左右就寢。他偏好使用iPad Pro作畫，除了中文以外，他的許多作品也會附有英文翻譯。喜歡的作品是《星際大戰》。
2016年3月，花蓮市公所與Duncan合作，在花蓮市舊鐵道商圈行人徒步區樹立了一尊將近兩公尺高的Duncan公仔，成為吸引遊客拍照的景點。這尊公仔在2017年1月因為車禍毀損，後來被修復，並在同年4月重新亮相。2019年，花蓮市在大禹街增設了新的Duncan裝置藝術，高5公尺。花蓮市長魏嘉賢表示希望透過Duncan的人氣行銷花蓮之美，藉此為有百年歷史的大禹街商圈注入活力。
他曾經與長榮航空、愛迪達、Uniqlo、華碩、台北市政府觀光傳播局、台灣大學校園獅子會合作，作品曾被編入2015年的大學學科能力測驗。2017年，在台北松山文創園區參與展覽「STAY REAL LIFE#在場証明」，2018年，與香港桌遊團隊 Creator Studio合作推出桌上遊戲《Duncan快跑》。